# Jonas Sibley
Jonas Sibley, född 7 mars 1762 i Sutton i Massachusetts Bay-provinsen, död 5 februari 1834 i Sutton i Massachusetts, var en amerikansk politiker (demokrat-republikan). Han var ledamot av USA:s representanthus 1823–1825.
Sibley var ledamot av Massachusetts representanthus 1806–1822 och 1827–1829. År 1826 var han ledamot av Massachusetts senat. Till USA:s representanthus lyckades han inte bli omvald efter en mandatperiod.
Sibley avled 1834 och gravsattes på Sutton Center Cemetery i Sutton.